# 꿈을 먹는 젊은이
〈꿈을 먹는 젊은이〉는 남궁옥분이 1981년 발표한 가요이다. 이 노래(작품)을 만든, 창직진으로는 작사에 김중순, 작곡에 김호남, 편곡에 김호남이다.
이 노래는 남궁옥분이 발표하기 7년 전인 1974년에 다른 가수에 의해 먼저 발표된 리메이크 곡이나 다름없다. 원곡은 <무엇 할까?> 라는 제목의 노래이며, 솔로 가수 고 권은경이 멤버로 있던 애플 시스터즈가 불렀으며, 작사는 김호남으로 이 노래의 작곡가 이기도 한 인물이다. 이 노래(원곡)는 발표된 이후에는 반응이 없었으며, 애플 시스터즈가 해체된 이후에, 이 노래의 작곡가 김호남이 작사가 김중순과 손잡고 그(김중순)가 쓴 새로운 제목의 가사로 된 노래로 탈바꿈하여, <꿈을 먹는 젊은이>란 제목의 노래로 남궁옥분에게 주어 리메이크 시켜 인기 가요의 반열에 오르게 하였던 곡이다...